# Родиль, Николас
Николас Родиль де Валье (исп. Nicolás Rodil del Valle; 1915 или 1916 — 22 июля 2004, Валенсия) — испанский спортивный функционер. Президент Международной мотоциклетной федерации в 1965—1983 годах.

## Биография
Николас Родиль родился в 1915
В 1943 году был избран генеральным секретарём Испанской мотоциклетной федерации, в 1951 году — её президентом.
11 июня 1946 года участвовал в Женеве в первом собрании Международной федерации мотоциклетных клубов после Второй мировой войны.
В мае 1953 года на конгрессе в Риме был избран вице-президентом Международной мотоциклетной федерации.
В октябре 1965 года на конгрессе в Париже был избран президентом Международной мотоциклетной федерации, сменив на том посту нидерландца Питера Нортье. Впоследствии пять раз переизбирался президентом, проработав во главе федерации 18 лет. Под руководством Родиля в федерации была централизована вся административная работа, впервые важное внимание было уделено продвижению мотоспорта, привлечению телевидения и спонсоров к соревнованиям. В октябре 1983 года ушёл в отставку.
Впоследствии стал почётным президентом Международной мотоциклетной федерации.
Умер 22 июля 2004 года в испанском городе Валенсия.